# I Saved the World Today
«I Saved the World Today» (с англ. — «Я спас мир сегодня») — сингл британского дуэта Eurythmics с их девятого студийного альбома Peace (1999). Он был написан и спродюсирован Энни Леннокс и Дэвидом Стюартом. Песня была выпущена в качестве первого сингла с альбома и впервые почти за десять лет вернула Eurythmics в UK singles chart, достигнув 11-го места. Сингл не был выпущен в США. Он достиг пика в первой 10-ке в нескольких странах, таких как Финляндия, Греция, Венгрия, Италия и Польша.
Песня прозвучала в таких сериалах и фильмах, как «Клан Сопрано» и . Он также использовался в сцене закусочной и в заключительных титрах норвежского фильма «Ленс».

## Чарты
| Чарт(1999)                           | Высшая позиция |
| ------------------------------------ | -------------- |
| Australia (ARIA)                     | 85             |
| Австрия (Ö3 Austria Top 40)          | 18             |
| Бельгия/Фландрия (Ultratop 50)       | 36             |
| Бельгия/Валлония (Ultratop 50)       | 12             |
| Croatia (HRT)                        | 2              |
| Europe (European Hot 100 Singles)    | 21             |
| Финляндия (Suomen virallinen lista)  | 2              |
| Германия (GfK)                       | 28             |
| Greece (IFPI)                        | 8              |
| Hungary (MAHASZ)                     | 6              |
| Iceland (Íslenski Listinn Topp 40)   | 30             |
| Ирландия (IRMA)                      | 23             |
| Italy (Musica e dischi)              | 7              |
| Netherlands (Dutch Top 40 Tipparade) | 2              |
| Нидерланды (Single Top 100)          | 44             |
| Новая Зеландия (Recorded Music NZ)   | 33             |
| Шотландия (OCC Scotland)             | 15             |
| Испания (PROMUSICAE)                 | 16             |
| Швеция (Sverigetopplistan)           | 31             |
| Швейцария (Schweizer Hitparade)      | 16             |
| Великобритания (OCC UK Singles)      | 11             |